# 広瀬経一
広瀬 経一（ひろせ けいいち、旧字：廣瀨經一。1896年3月7日 - 1986年2月18日）は、日本の大蔵官僚、銀行家。北海道拓殖銀行頭取を務めた。香川県出身。

## 経歴・人物
高松中學校、第三高等学校を経て、1920年に京都帝国大学政治科を卒業し、同年に大蔵省に入省。札幌税務署長時代の1939年に、ニッカウヰスキーの品質証明を担当した。1942年、神戸税関長を最後に退官。
1945年に北海道拓殖銀行副頭取に就任し、1947年4月には頭取に昇格。1962年3月に会長に就任し、1973年11月には相談役に就任。頭取就任後に債権整備法に基づき不良債権を切り捨てるための9割減資を強行し、さらにその半年後には100倍強の増資をするという「荒療治」を行い、戦後の拓銀の飛躍を築いた。
1952年に第11代札幌商工会議所会頭に就任し、21年にわたってその任に就いた。
1986年2月18日消化管出血のために死去。89歳没。
子は倫理学者の広瀬京一郎。

## 栄典
- 1940年（昭和15年）8月15日 - 紀元二千六百年祝典記念章[5]
- 1966年（昭和41年）11月 - 勲二等旭日重光章[1]
- 1973年（昭和48年） - 北海道新聞文化賞[6]